# At Crooked Lake
At Crooked Lake es el tercer álbum de estudio del grupo estadounidense Crazy Horse, publicado por el sello discográfico Epic Records en octubre de 1972. El álbum fue publicado apenas siete meses después de su anterior trabajo, Loose, y contó con la colaboración de Greg Leroy, Michael Curtis y Rick Curtis en sustitución de Danny Whitten.

## Lista de canciones
1. "Rock and Roll Band" (Jordon) - 3:11
2. "Love Is Gone" (Curtis, Curtis) - 3"16
3. "We Ride" (Curtis) - 3:13
4. "Outside Lookin' In" (Leroy) - 2:06
5. "Don't Keep Me Burning" (Curtis) - 4:17
6. "Vehicle" (Curtis) - 3:41
7. "Your Song" (Leroy) - 2:43
8. "Lady Soul" (Curtis) - 3:11
9. "Don't Look Back" (Curtis) - 3:29
10. "85 El Paso's" (Leroy) - 4:54

## Personal
- Billy Talbot: bajo y voz
- Ralph Molina: batería y coros
- Greg Leroy: guitarra, voz y coros
- Michael Curtis: órgano, mandolina, piano, voz y coros
- Rick Curtis: banjo, guitarra, voz y coros
- Sneaky Pete Kleinow: pedal steel
- Patti Moan: voz
- Bobby Notkoff: violín
- Ronald Stone: productor musical
- David Brown: ingeniero de sonido